# Talariga capacior
Talariga capacior är en fjärilsart som beskrevs av Walker 1858. Talariga capacior ingår i släktet Talariga och familjen nattflyn. Inga underarter finns listade i Catalogue of Life.